# 早稲田大学ラグビー蹴球部

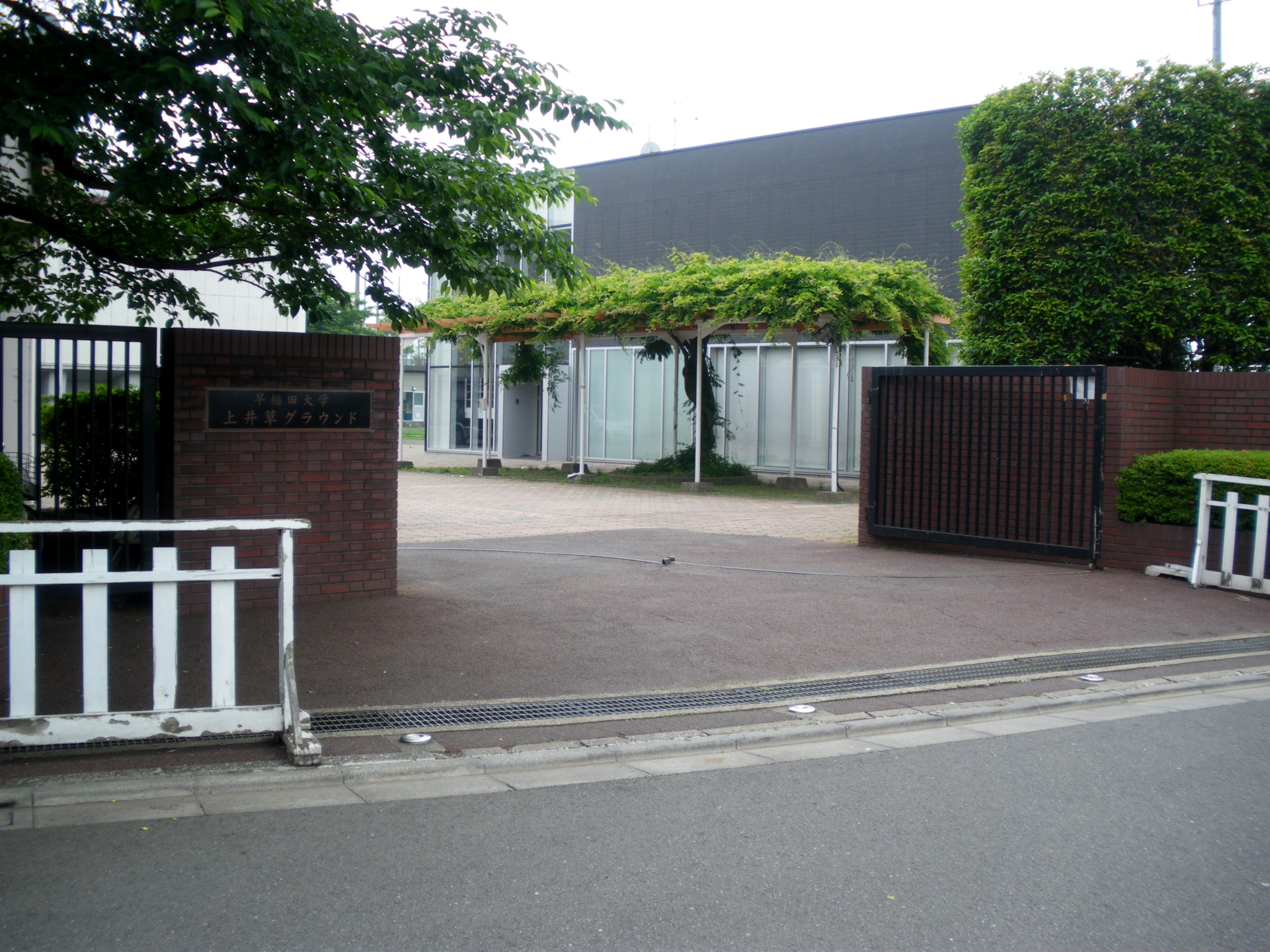
早稲田大学上井草グラウンド

早稲田大学ラグビー蹴球部（わせだだいがくラグビーしゅうきゅうぶ、英: Waseda University Rugby Football Club）は、ラグビーユニオンの関東大学ラグビー対抗戦グループに所属する早稲田大学のラグビー部である。愛称ワセダ。略称早大（そうだい）。全国タイトル29回（全国大学タイトル25回・日本選手権4回）および全国大学タイトル25回（東西対抗9回・大学選手権16回）は、共に全国大学最多記録である。
7人制では、YC&AC JAPAN SEVENS優勝3回・東日本大学セブンズ優勝1回を数える。
全国クラブ大会で最多優勝11回を誇る神奈川タマリバクラブは、2000年にOBが中心となって発足したクラブチームである。同じくOBらが所属し2003年に発足したワセダクラブTOP RUSHERSは、トップイーストリーグCグループに所属している。

## 概要と歴史

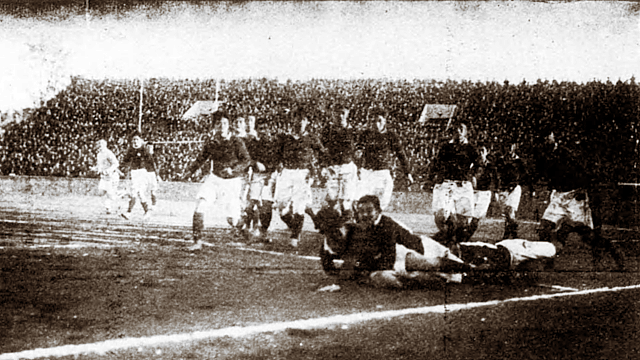
早慶戦（1927年11月23日）

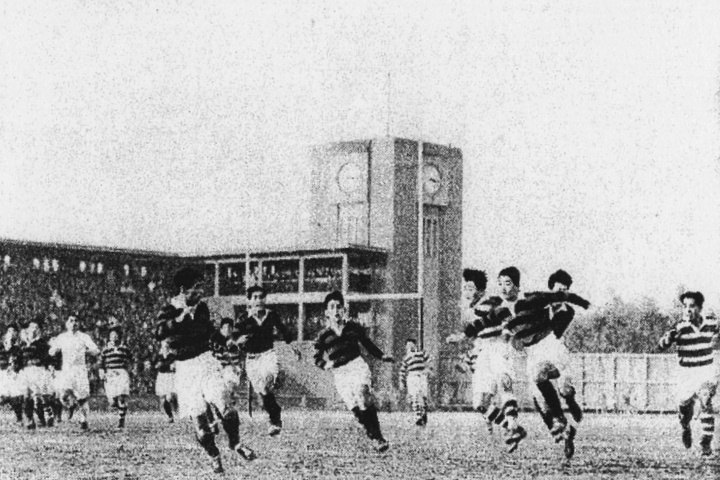
早明戦（1934年12月2日）

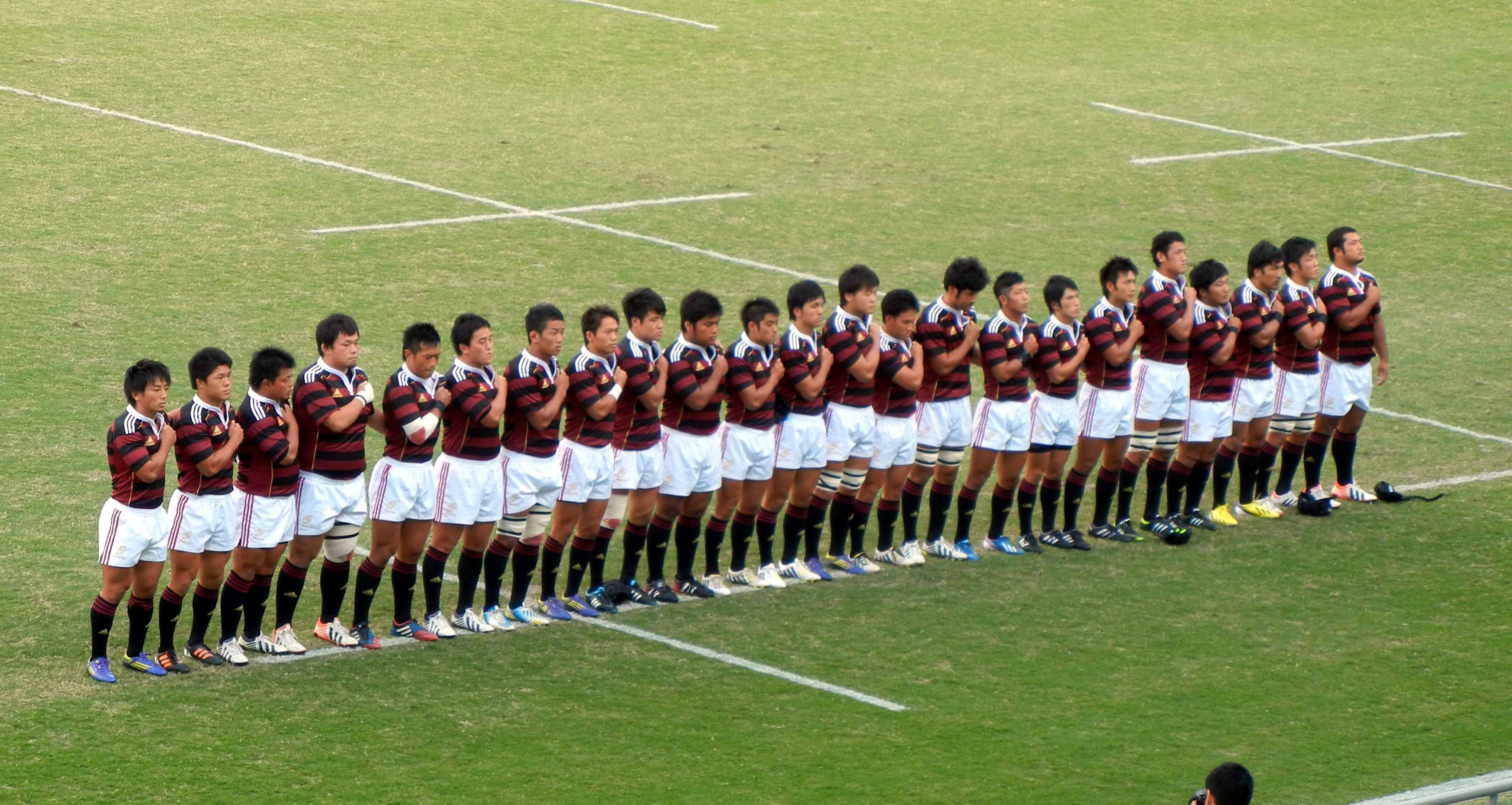
試合前に校歌斉唱をする早稲田大学の選手たち（2013年9月・筑波大学戦・秩父宮ラグビー場）

- 1918年11月7日、創部。慶應、京都三高、同志社に次ぐ日本で4番目のラグビーチーム。創部当時の名称は「早稲田大学蹴球部」。部訓は「緊張・創造・継承」。
- 1927年オーストラリア遠征が行われる。当時オーストラリアでは2-3-2システムのセヴンフォワードを軸とする展開戦法が行われていた。この遠征によりフォワードのカバープレー（スクラムブレイク後のフォワード-フランカー・NO.8-のオープンプレーへの参加）を学び、その後早稲田ラグビーを語る上で、しばしば用いられる「ゆさぶり戦法」を編み出すこととなる。まさしく部の方向性に大きな影響を与えた遠征であった。1927年から1932年の間に「ゆさぶり」戦法が完成。この遠征で敵のウォークライに対抗して「佐渡おけさ」を踊り、敵地では好評だった。同年、慶應から初勝利。
- 柯子彰・川越藤一郎等バックスに名プレーヤーを配し、早稲田バックス理論の集大成とも言うべき川越理論により黄金期を迎える。この頃世界に先駆けシャローディフェンス完成。この戦前の川越理論は戦後の大西理論と比肩すべき傑出したもので、事実大西自身に多大な影響を与えた（川越は、かの有名なニュージーランド遠征で名をはせる大西ジャパンにブレーンとして参画する）。特に川越キャプテン率いる昭和12年度のチームはシーズン無敗を誇り、部史によれば史上最盛期と述べられている。いわゆる史上最強組である。後年大西鐡之祐は昭和10年前後の早稲田のラグビーを部史上最もレベルの高かった時期と述べている。
- ラグビーが敵性スポーツと見なされたことから弾圧を受けたが地下壕にボールや用具を隠し、戦後の復興に備えた。1950年、大西監督は野上・川越・柯子彰の協力の下、エイトとゆさぶりの研究に着手-この年をもってエイトFWにおける早稲田式シャローディフェンスがほぼ確立される。同年3・3・2フォワードとホイール作戦により2連覇達成。戦後1950年代に黄金時代を築き、この頃から「荒ぶる」が歌われる。50年代末から60年代に入り低迷。大西鐡之祐監督が復帰し低迷にピリオドを打つ。有名なサインプレー「カンペイ」はこの第二期大西監督時代の1962年に生まれた。
- 1969年 - 1977年には、関東大学対抗戦で60連勝（2分を含む）・対社会人を含めた公式戦36連勝を達成。同時期に大学選手権13年連続決勝進出・2連覇3回、日本選手権優勝3回を記録、史上最大の黄金期を迎えた。
- 強力フォワードを擁した「縦の明治」に対して、軽量フォワード・バックス中心の展開ラグビーは「横の早稲田」と言われた。自陣ゴール前で見せる厳しく粘り強いディフェンスは「ゴール前3m の奇跡」と言われる早稲田のお家芸である。必殺のタックルで相手プレイヤーを倒し、一気に攻守を逆転する様は「アタックル」（アタックとタックルの掛け合わせの造語）と呼ばれ、これも早稲田のお家芸とされる。
- 1981年、早明戦の連敗を阻止すべく大西監督3度目の登板。北島監督をして史上最強と言わしめた明治スクラムに対抗すべくローバーシステムを採用する。また津布久をSOに配置（結局、津布久の負傷によりこの構想は頓挫する）。ダブルライン導入（なおダブルラインの理論そのものはすでに1972年の著書「ラグビー」で紹介されている）。絶対不利と目された早明戦に勝利。対抗戦優勝時に「荒ぶる」を歌う。
- 1982年12月5日、空前のラグビーブームのなか、早明戦が行われた国立競技場は、有料入場券発売枚数が66,999枚を記録し、1964年東京オリンピックの開会式と閉会式の発売枚数に次いで歴代3位となった[1][2]。当時の国立競技場の定員は62,064人だったが、前売り4万枚に加え、当日券約2万枚を求めて会場外に多くの人が集まったため、当日来場しない1～2割の人数を見込んで、追加発売したことによるものだった。これによる観客席の混乱はなかったという[3]。また、当時は正確な入場者数が把握できず、「有料入場券発売枚数」を公式な人数として発表していた[3]。
- 1984年11月23日、早慶戦において、国立競技場の有料入場券発売枚数が同施設で歴代8位の64,001人となった[4]。
- 1987年、早明戦[5] に勝利し、さらに大学選手権の決勝で同志社を破り、11年ぶりに全国大学ラグビーフットボール選手権大会優勝を果たし、また日本選手権では東芝府中を破り、16年ぶりの優勝を果たした。[6]
- 1995年、低迷中のチーム再建を果たすべく木本監督就任。OB会の要請もあり、当初長期的にチームの指導に携わる予定であったが、癌により翌年12月急逝。早明対抗戦における劇的な逆転勝利は強烈なインパクトを与えた。ダブルライン、戦略的なドライビングモールの活用（ペネトレーティングモール）、パント攻撃に見られるキックとゆさぶりの調和、ライン全体でのディフェンスラインの突破などまさしく、早稲田らしい「ゆさぶり」攻撃の復活と言える。1995年の大西、1996年の木本と、2人の大きな理論的支柱を失ったことで、以降チームは試行錯誤を重ね、清宮監督の登場によりFW重視へと決定的な転換期を迎える。早稲田ラグビー史におけるまさしく－最後の「ゆさぶり」－であった。
- 2002年、東伏見から上井草へグラウンド移転。2002年度には13年ぶりの大学選手権制覇を果たした。この頃から早稲田のフォワード平均体重は100 kgを超え、インターナショナルレベルに到達する(参考：2007年W杯フランスのFW平均体重は104 kg,早稲田のFW平均体重は103 kg,またV7を達成した神戸製鋼のFW平均体重は97 kgである）。同時に国際級の重量FWを軸にトライを量産。「横の早稲田」から「縦の早稲田」へ、「バックス」の早稲田から「フォワード」の早稲田へ-歴史的な転換期を迎える。なおこの時期、連勝街道を驀進しながらも視聴率・観客動員数は減少の一途をたどった。
- 2006年、日本選手権2回戦でトップリーグ4位のトヨタに28-24で勝ったものの、次の準決勝にて東芝府中相手に0-43の完封負け。日本選手権において早稲田が完封負けを喫したのは史上初。
- 2008年度対抗戦で帝京大学に敗れ、2000年早明戦以来の連勝記録が53で止まった。さらに早明戦でも敗れ8年ぶりにシーズン2敗を記録。対抗戦優勝を帝京に譲った。しかし大学選手権では決勝で帝京を破り雪辱、5回目の連覇となる15回目の優勝を遂げた。
- 2014年度は早明戦が秩父宮ラグビー場で開催された。
- 2019年度は大学選手権では決勝で明治を破って、11年ぶり16回目の優勝を遂げた。
- 2023年（令和5年）11月23日 、第100回早慶戦を国立競技場で開催した。入場者数は27,609人。ラグビーブームだった1983年（昭和58年、第60回）から1987年（昭和62年、第64回）までの5回は旧国立競技場で行われ、以後35回は秩父宮ラグビー場で行われていた。43-19で慶應義塾に勝利し、1922年（大正11年）からの全100試合通算では73勝20敗7引き分けとなった[7][8][9]。
- 2024年（令和6年）4月1日、女子部を創設[10]。

## タイトル
- 日本ラグビーフットボール選手権大会：4回
  - 1965、1970、1971、1987

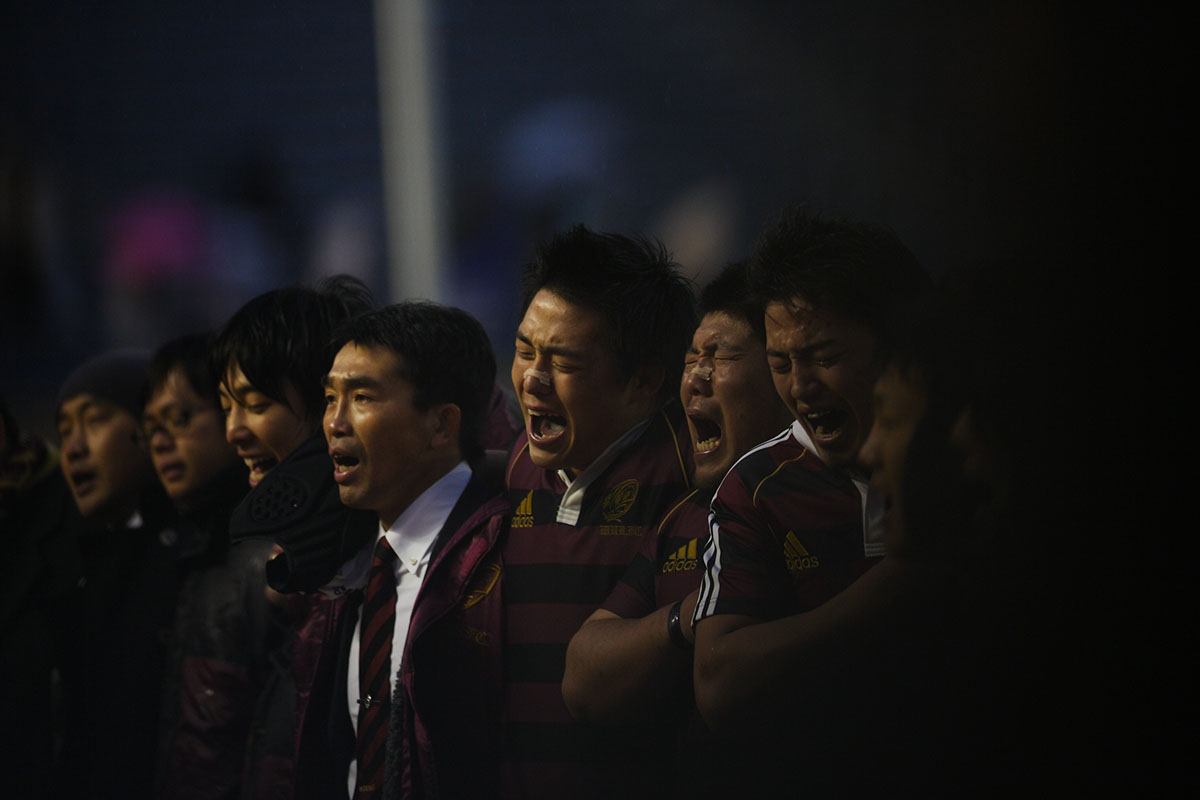
2007年度全国大学選手権にて

- 全国大学ラグビーフットボール選手権大会：16回 [11] （出場52回）
  - 1965、1966、19682、1970、1971、1973、1974、1976、1987、1989、2002、2004、2005、2007、2008、2019
  - 準優勝：18回（1964、1967、1969、1972、1975、1981、1986、1990、1992、1995、1996、2001、2003、2006、2010、2013、2020）、2022
- 東西学生ラグビーフットボール対抗王座決定戦：9回
  - 1932、1933、1937、1941、1948、1950、1952、1953、1958
- 関東大学ラグビー対抗戦：37回[12]（関東大学ラグビーリーグ戦 と分裂後［1967年度以降］は24回）
  - 1932、1933、1936、1937、1941、1942前期、1948、1950、1952、1953、1956、1958、1965、1967、1968、1970、1971、1972、1973、1974、19751、1976、1981、1982、1987、19901、2001、2002、2003、2004、2005、2006、2007、2009、2010、20183、2024
- YC&AC JAPAN SEVENS：3回
  - 1981、1983、2017
- 東日本大学セブンズ：1回
  - 2003

※年は全て年度。
1明治大学と同率1位

2慶應義塾大学と同点両校優勝

3帝京大学と同率1位

## 慶明2校との対戦成績

### 慶應義塾大学戦
| 大会                              | 試合数 | 早稲田大学 勝利 | 引き分け | 慶應義塾大学 勝利 |
| --------------------------------- | ------ | --------------- | -------- | ----------------- |
| 関東大学対抗戦 （定期戦・早慶戦） | 101    | 74              | 7        | 20                |
| 大学選手権                        | 9      | 7               | 1        | 1                 |
| 合計                              | 110    | 81              | 8        | 21                |

※招待試合・練習試合・ジュニア選手権等は含まない。2024年度現在。
なお、1923年の第6回極東選手権競技大会のラ式蹴球（ラグビー）競技決勝で対戦があり、11-6で慶應が早稲田を破り優勝している。

### 明治大学戦
| 大会                              | 試合数 | 早稲田大学 勝利 | 引き分け | 明治大学 勝利 |
| --------------------------------- | ------ | --------------- | -------- | ------------- |
| 関東大学対抗戦 （定期戦・早明戦） | 100    | 56              | 2        | 42            |
| 大学選手権                        | 16     | 7               | 0        | 9             |
| 合計                              | 116    | 63              | 2        | 51            |

※招待試合・練習試合・ジュニア選手権等は含まない。2024年度現在。

## 戦績
平成以降のチームの戦績は以下のとおり。
| 年度 | 所属 | 勝敗      | 順位 | 監督       | 主将               | 大学選手権                     |
| ---- | ---- | --------- | ---- | ---------- | ------------------ | ------------------------------ |
| 1989 | -    | 7勝1敗    | 2位  | 佐藤秀幸   | 清宮克幸           | 優勝 決勝 45-14 日本体育大学   |
| 1990 | -    | 7勝1分    | 1位1 | 高橋幸男   | 堀越正巳           | 準優勝 決勝 13-16 明治大学     |
| 1991 | -    | 7勝1敗    | 2位  | 高橋幸男   | 相良南海夫         | 準決勝 12-22 大東文化大学      |
| 1992 | -    | 7勝1敗    | 2位  | 小林正幸   | 富野永和           | 準優勝 決勝 27-30 法政大学     |
| 1993 | -    | 6勝2敗    | 2位  | 益子俊志   | 藤浩太郎           | 2回戦 21-22 京都産業大学       |
| 1994 | -    | 7勝1敗    | 2位  | 宿澤広朗   | 山羽敦文           | 準決勝 41-50 大東文化大学      |
| 1995 | -    | 6勝2敗    | 2位  | 木本建治   | 小泉和也           | 準優勝 決勝 9-43 明治大学      |
| 1996 | -    | 6勝2敗    | 2位  | 石塚武生   | 中竹竜二           | 準優勝 決勝 22-32 明治大学     |
| 1997 | A    | 5勝2敗    | 2位  | 石塚武生   | 石川安彦           | 2回戦 18-69 京都産業大学       |
| 1998 | A    | 3勝2敗1分 | 3位  | 日比野弘   | 山崎勇気 →正木宏和 | 準決勝 26-53 関東学院大学      |
| 1999 | A    | 5勝2敗    | 4位  | 日比野弘   | 小森允紘           | 2回戦 6-43 同志社大学          |
| 2000 | A    | 5勝2敗    | 3位  | 益子俊志   | 江原和彦           | 2回戦 25-38 関東学院大学       |
| 2001 | A    | 7勝0敗    | 1位  | 清宮克幸   | 左京泰明           | 準優勝 決勝 16-21 関東学院大学 |
| 2002 | A    | 7勝0敗    | 1位  | 清宮克幸   | 山下大悟           | 優勝 決勝 27-22 関東学院大学   |
| 2003 | A    | 7勝0敗    | 1位  | 清宮克幸   | 大田尾竜彦         | 準優勝 決勝 7-33 関東学院大学  |
| 2004 | A    | 7勝0敗    | 1位  | 清宮克幸   | 諸岡省吾           | 優勝 決勝 31-19 関東学院大学   |
| 2005 | A    | 7勝0敗    | 1位  | 清宮克幸   | 佐々木隆道         | 優勝 決勝 41-5 関東学院大学    |
| 2006 | A    | 7勝0敗    | 1位  | 中竹竜二   | 東条雄介           | 準優勝 決勝 26-33 関東学院大学 |
| 2007 | A    | 7勝0敗    | 1位  | 中竹竜二   | 権丈太郎           | 優勝 決勝 26-6 慶應義塾大学    |
| 2008 | A    | 5勝2敗    | 2位  | 中竹竜二   | 豊田将万           | 優勝 決勝 20-10 帝京大学       |
| 2009 | A    | 6勝1分    | 1位  | 中竹竜二   | 早田健二           | 2回戦 20-31 帝京大学           |
| 2010 | A    | 6勝1敗    | 1位  | 辻高志     | 有田隆平           | 準優勝 決勝 12-17 帝京大学     |
| 2011 | A    | 5勝2敗    | 2位2 | 辻高志     | 山下昂大           | 2回戦 26-28 関東学院大学       |
| 2012 | A    | 4勝3敗    | 4位  | 後藤禎和   | 上田竜太郎         | 準決勝 10-38 帝京大学          |
| 2013 | A    | 6勝1敗    | 2位  | 後藤禎和   | 垣永真之介         | 準優勝 決勝 34-41 帝京大学     |
| 2014 | A    | 5勝1敗1分 | 2位  | 後藤禎和   | 大峯功三           | セカンドステージ敗退           |
| 2015 | A    | 4勝3敗    | 4位3 | 後藤禎和   | 岡田一平           | セカンドステージ敗退           |
| 2016 | A    | 6勝1敗    | 2位  | 山下大悟   | 桑野詠真           | 準々決勝 31-47 同志社大学      |
| 2017 | A    | 5勝2敗    | 2位4 | 山下大悟   | 加藤広人           | 3回戦 18-47 東海大学           |
| 2018 | A    | 6勝1敗    | 1位5 | 相良南海夫 | 佐藤真吾           | 準決勝 27-31 明治大学          |
| 2019 | A    | 6勝1敗    | 2位  | 相良南海夫 | 齋藤直人           | 優勝 決勝 45-35 明治大学       |
| 2020 | A    | 6勝1敗    | 2位  | 相良南海夫 | 丸尾崇真           | 準優勝 決勝 28-55 天理大学     |
| 2021 | A    | 6勝1敗    | 2位  | 大田尾竜彦 | 長田智希           | 準々決勝 15-20 明治大学        |
| 2022 | A    | 5勝2敗    | 3位  | 大田尾竜彦 | 相良昌彦           | 準優勝 決勝 20-73 帝京大学     |
| 2023 | A    | 5勝2敗    | 3位  | 大田尾竜彦 | 伊藤大祐           | 準々決勝 28-65 京都産業大学    |
| 2024 | A    | 7勝0敗    | 1位  | 大田尾竜彦 | 佐藤健次           | 準優勝 決勝 15-33 帝京大学     |

1明治大学と同率1位

2明治大学・筑波大学と同率2位

3慶應義塾大学と同率4位

4明治大学・慶應義塾大学と同率2位

5帝京大学と同率1位

## 4度の日本一
日本ラグビーフットボール選手権大会（通称：日本選手権、前身の『日本協会招待NHK杯争奪ラグビー大会』を除く）で優勝した大学チームは、当校を含めて5校ある（2012年現在）が、複数回の優勝経験があるチームは当校だけである。下記は当校日本一の試合時におけるフィフティーンである。
| 1966年1月15日、対 八幡製鐵 監督：横井久 |          |      |            |
| 番号                                    | 選手名   | 学年 | 出身校     |
| 1                                       | 松元秀雄 | 4年  | 日大鶴ヶ丘 |
| 2                                       | 村山繁   | 3年  | 成城       |
| 3                                       | 平沢尚   | 4年  | 荏原       |
| 4                                       | 矢部達三 | 4年  | 浦和       |
| 5                                       | 赤司知行 | 2年  | 西南学院   |
| 6                                       | 加藤猛   | 4年  | 新潟商     |
| 7                                       | 五十嵐修 | 4年  | 西南学院   |
| 9                                       | 山田建夫 | 3年  | 西南学院   |
| 10                                      | 石井教夫 | 4年  | 秋田工     |
| 11                                      | 吉田博希 | 4年  | 筑紫丘     |
| 12                                      | 犬伏一誠 | 3年  | 天理       |
| 13                                      | 宮沢隆雄 | 4年  | 早大学院   |
| 14                                      | 木村繁男 | 4年  | 石巻       |
| SE                                      | 藤本忠正 | 3年  | 天理       |
| 15                                      | 山本巌   | 1年  | 新田       |

| 1971年1月15日、対 新日鉄釜石 監督：日比野弘 |            |      |                    |
| 番号                                        | 選手名     | 学年 | 出身校             |
| 1                                           | 栗本利見   | 4年  | 岐阜工             |
| 2                                           | 高橋哲司   | 3年  | 四条畷             |
| 3                                           | 大東和美   | 4年  | 報徳学園           |
| 4                                           | 阿部憲之   | 4年  | 仙台一             |
| 5                                           | 津留崎鉄二 | 3年  | 城北（東京・私立） |
| 6                                           | 久保田勇   | 4年  | 四条畷             |
| 7                                           | 萩原隆男   | 4年  | 早大学院           |
| 8                                           | 益田清     | 3年  | 花園               |
| 9                                           | 宿澤広朗   | 2年  | 熊谷               |
| 10                                          | 中村康司   | 2年  | 函館北             |
| 11                                          | 佐藤秀幸   | 3年  | 大分舞鶴           |
| 12                                          | 藤井雅英   | 3年  | 早大学院           |
| 13                                          | 平岡惟史   | 4年  | 大分舞鶴           |
| 14                                          | 堀口孝     | 1年  | 早大学院           |
| 15                                          | 小林正幸   | 4年  | 宇都宮             |

| 1972年1月15日、対 三菱自工京都 監督：白井善三郎 |            |      |                    |
| 番号                                            | 選手名     | 学年 | 出身校             |
| 1                                               | 田原洋公   | 3年  | 城南（福岡）       |
| 2                                               | 高橋哲司   | 4年  | 四条畷             |
| 3                                               | 奥田泰三   | 2年  | 洛北               |
| 4                                               | 中村賢治   | 2年  | 岡崎               |
| 5                                               | 津留崎鉄二 | 4年  | 城北（東京・私立） |
| 6                                               | 神山郁雄   | 2年  | 宇都宮             |
| 7                                               | 萩原隆男   | 4年  | 早大学院           |
| 8                                               | 益田清     | 4年  | 花園               |
| 9                                               | 宿澤広朗   | 3年  | 熊谷               |
| 10                                              | 中村康司   | 3年  | 函館北             |
| 11                                              | 金指敦彦   | 2年  | 下田北             |
| 12                                              | 藤井雅英   | 4年  | 早大学院           |
| 13                                              | 佐藤秀幸   | 4年  | 大分舞鶴           |
| 14                                              | 堀口孝     | 2年  | 早大学院           |
| 15                                              | 植山信幸   | 2年  | 報徳学園           |

| 1988年1月15日、対 東芝府中 監督：木本建治 |            |      |              |
| 番号                                      | 選手名     | 学年 | 出身校       |
| 1                                         | 永田隆憲   | 4年  | 筑紫         |
| 2                                         | 森島弘光   | 2年  | 日川         |
| 3                                         | 頓所明彦   | 4年  | 巻           |
| 4                                         | 弘田知巳   | 4年  | 早稲田実     |
| 5                                         | 篠原太郎   | 3年  | 筑紫         |
| 6                                         | 神田識二朗 | 4年  | 福岡         |
| 7                                         | 清田真央   | 3年  | 神戸         |
| 8                                         | 清宮克幸   | 2年  | 茨田         |
| 9                                         | 堀越正巳   | 1年  | 熊谷工       |
| 10                                        | 前田夏洋   | 2年  | 修猷館       |
| 11                                        | 今泉清     | 1年  | 大分舞鶴     |
| 12                                        | 今駒憲二   | 4年  | 生田         |
| 13                                        | 藤掛三男   | 1年  | 佐野         |
| 14                                        | 桑島靖明   | 4年  | 石神井       |
| 15                                        | 加藤進一郎 | 4年  | 國學院久我山 |

※太字はキャプテン。

## 荒ぶる・北風
「荒ぶる」はラグビー蹴球部の第二部歌。大学選手権に優勝した時のみ歌うことが許される特別な歌である。そのときの最上級生のみ、冠婚葬祭のときにも歌うことが許される。それ故、優勝チームの下級生からは「自分の代でも荒ぶるを絶対歌います」という決意が異口同音に語られる。近年はフィールドに全部員・コーチ・OBが円陣を組み、主将の発声に続いて斉唱する。第一部歌は「北風」と呼ばれ、現在は、試合前の出陣のロッカールームなどで通常よりも早いテンポで歌われている。
「北風」
北風のただ中に  白雪踏んで
球蹴れば奮い立つ  ラグビー早稲田
抜山の威力  蓋世の意気
男児の勢数あれど  早稲田ラグビー  ラララララ
早稲田ラグビー  ラ
「荒ぶる」
荒ぶる吹雪の  逆巻く中に
球蹴る我等は  銀塊砕く
早稲田のラグビーは  斯界になびき
いざゆけ我らが  ラグビー早稲田
ララ早稲田  ララ早稲田
ララララ早稲田

## 主な選手
- 野中健吾（主将・CTB /　東海大大阪仰星高）
- 田中勇成（副将・FL / 早稲田実業高）
- 矢崎由高（WTB・FB、ラグビー日本代表 / 桐蔭学園高）
- 服部亮太（SO / 佐賀工業高）
- 清水健伸（HO / 國學院久我山高）
- リーリーダ・ブレイディ（CTB / ブリティッシュコロンビア大）

## 主な在籍した出身者
- 井上成意（初代主将、 / 大正7年度卒 同志社中）
- 西野綱三（WTB、元監督、日本代表監督 / 天王寺中）
- 本領信治郎（SH、元監督、主将 / 京都一商 ）
- 馬場英吉（CTB、元監督 / 関西学院中）
- 坂倉雄吉 (主将、PR、三菱製紙 / 昭和4年度卒 東京府立一中 )
- 西尾重喜（FL、元監督 / 早稲田実）
- 太田義一（PR、元監督、主将、日本代表選手 / 京都一商）
- 大西栄造（PR、元監督 / 郡山中）
- 柯子彰 (CTB、主将、日本代表選手、満鉄 / 昭和8年度卒 / 同志社中 )
- 松原武七（HO、主将、日本代表選手、京北電鉄 / 京都一商）
- 大野信次（LO、日本代表選手 / 名教中）
- 野上一郎 （SO、主将 / 昭和10年度卒 / 京都三中）
- 米華真四郎（FL、主将、日本代表選手、川崎重工 / 京都三中）
- 飯森隆一（SH、日本代表選手、西鉄 / 東京府立八中）
- 西海一嗣（PR、日本代表選手 / ）
- 山本春樹（No.8、元監督、日本代表選手 / 京北中）
- 川越藤一郎 (CTB、主将、日本代表選手、日本ラグビーフットボール協会第9代会長 / 京都一中）
- 阪口正二（WTB、日本代表選手 / 今宮中）
- 鈴木功（元監督、日本代表選手 / 京都一中）
- 大西鐡之祐 (FL、元監督、元ラグビー日本代表監督、早大教授 / 昭和12年度卒 / 郡山中 )
- 村山礼四郎（HO、主将、元監督 / 京都一商）
- 遠藤公 (主将、SH、 / 昭和16年度卒 / 神戸二中 )
- 田中昭（LO、日本代表選手、川崎重工 / 北野中）
- 橋本晋一（主将、LO、元監督、日本代表選手、セコム監督 / 函館中）
- 藤井厚（FL、日本代表選手、日本鋼管 / 麻布中）
- 青木良昭（WTB、日本代表選手、日興証券 / 函館市中）
- 小山昭一郎（CTB、日本代表選手 / 山口中）
- 横岩玄平（WTB、日本代表選手、日産自動車 / 函館商高 → 日本体育専門学校）
- 佐藤英彦 (主将、FB、日本代表選手、八幡製鐵 / 昭和29年卒 / 修猷館高)
- 原田秀雄（No.8、日本代表選手 / 秋田工）
- 梅井良治（LO、日本代表選手 / 京都一中）
- 山崎靖彦 (FL、日本代表選手、八幡製鐵主将 / 昭和29年卒 / 修猷館高)
- 堀博俊（SO、主将、日本代表選手、三井化学 / 修猷館高）
- 横井久（CTB、元監督（1965年度日本一）、日本代表監督、横河電機、マンハッタンクラブ / 昭和31年度卒 / 北野中 → 大手前高）
- 白井善三郎（元監督（1971年度日本一） / 福岡高）
- 新井大済（SO、主将、日本代表選手、京都市役所 / 村野工高）
- 山本昌三郎（SH、日本代表選手、日野自動車 / 小倉高）
- 藤島勇一（FB、主将、元監督 / 修猷館高）
- 片倉胖（LO、主将、日本代表選手、日野自動車 / 千歳高）
- 谷口隆三（CTB、日本代表選手、日本鉱業 / 秋田高）
- 日比野弘 (元監督（1970年度日本一）、WTB、ラグビー日本代表選手 & 監督、東横百貨店、早大名誉教授 / 昭和32年度卒 / 大泉高 )
- 尾崎政雄（FL、日本代表選手、八幡製鐵 / 松山東高）
- 森喜朗(元選手、元内閣総理大臣、日本ラグビーフットボール協会第12代会長 / 昭和35年度卒 / 金沢二水高)
- 志賀英一（HO、主将、日本代表選手 / 秋田工）
- 田中聖二（LO、HO、日本代表選手、日野自動車 / 佐賀高）
- 富永栄喜（主将、FL、日本代表選手、谷藤機械 / 石巻高）
- 北岡進（SO、CTB、日本代表選手、八幡製鉄 / 保善高）
- 結城昭康（PR、元監督、日本代表選手 / 修猷館高）
- 木本建治 (主将、元監督（1987年度日本一）、日本代表選手、横河HP / 昭和37年度卒 / 新田高 )
- 小俣忠彦（HO、主将、日本代表選手、三菱自工京都 / 神戸高）
- 横井章（CTB、日本代表選手、三菱自動車工業京都 / 昭和39年度卒 / 大手前高）
- 松元秀雄 (PR、元早大監督、順天堂大学教授・監督 / 昭和40年度卒 / 日大鶴ヶ丘高 )
- 矢部達三 （LO、主将、早大ROB倶楽部会長、JRFU理事 / 昭和40年度卒 / 県立浦和高 ）
- 加藤猛（FL、日本代表選手、東京三洋電機 / 新潟商高）
- 村山繁（HO、日本代表選手 / 成城高）
- 犬伏一誠（CTB、日本代表選手、近鉄 / 天理高）
- 藤本忠正（SO・SE、日本代表選手、天理教本部 / 天理高）
- 後川光夫（HO、日本代表選手、リコー選手 & 監督 / 天理高）
- 猿田武夫（PR、主将、日本代表選手、東京三洋 / 秋田工高）
- 萬谷勝治 （WTB・FB、トヨタ自工、日本代表選手、「カンペイの旗手」 / 昭和42年度卒 / 堀川高）
- 山本巌（FB、SO、主将、日本代表選手 & 監督、リコー、サントリー監督 / 新田高）
- 石山貴志夫（CTB、日本代表選手、朝日新聞 / 秋田工高）
- 井沢義明（FL、主将、日本代表選手、リコー / 函館北高）
- 大東和美 （元監督、主将、HO、元ラグビー日本代表、住友金属工業九州支社長、鹿島アントラーズ社長 / 昭和45年度卒 / 報徳学園高）
- 栗本利見（PR、元監督 / 岐阜工高）
- 佐藤秀幸（CTB、元監督、新日鐵八幡 / 大分舞鶴高）
- 小林正幸（FB、元監督、朝日新聞 / 宇都宮高）
- 宿澤広朗 （元監督、主将、SH、元ラグビー日本代表監督、元三井住友銀行取締役専務執行役員 / 昭和47年度卒 / 熊谷高 ）
- 中村賢治 (LO、東芝府中選手 & 監督 / 岡崎高）
- 神山郁雄（FL、主将、テレビ朝日専務取締役 / 昭和48年度卒 / 宇都宮高）
- 金指敦彦 (WTB、日本代表選手、元トヨタ自工 / 下田北高）
- 植山信幸（FB、日本代表選手、元 当チーム監督、横河電機  / 報徳学園高）
- 石塚武生 （主将・FL、常総学院高監督、元ラグビー日本代表 / 昭和49年度卒 / 國學院久我山高 ）
- 藤原優 （WTB・CTB、日本代表選手、丸紅 / 昭和50年度卒 / 日川高 ）
- 山下治（No.8、日本代表選手、博報堂 / 日川高）
- 高橋幸男（PR、元監督、三菱自工京都 / 報徳学園高）
- 豊山京一 （元監督・主将・FL、日本代表選手、博報堂 / 昭和51年度卒 福岡高 ）
- 南川洋一郎 （CTB、日本代表選手、元新日鐵八幡 / 昭和51年度卒 福岡高 ）
- 星野繁一（SO、日本代表選手、龍谷大学ラグビー部監督、リコー / 西京商高）
- 松本純也（SH、主将、日本代表選手、山梨教員 / 日川高）
- 伊藤隆（FL、日本代表選手、リコー / 石巻高）
- 奥脇教（主将・SH、日新製鋼、日本代表選手 / 昭和55年度卒 / 吉田高）
- 奥克彦（元選手、元外務省総合外交政策局国連政策課長、元在英国大使館参事官 / 昭和55年度卒 / 県立伊丹高）
- 荒木博和（元選手、三菱自動車水島 選手 & 監督、女子バレーボール選手・荒木絵里香の父 / 昭和55年度卒 / 新宮高）
- 佐々木卓（副将・SH、TBSHDおよびTBSテレビ代表取締役社長 / 昭和56年度卒 / 早大学院 ）
- 本城和彦 （SO・WTB、サントリー選手 & ヘッドコーチ、7人制日本代表監督、日本代表選手 / 昭和57年度卒 / 國學院久我山高）
- 吉野俊郎 （CTB・WTB、サントリー選手 & ヘッドコーチ、六甲クラブ、日本代表選手 / 昭和57年度卒 / 日立一高）
- 益子俊志 （元監督・主将・No.8・FL、國學院久我山高教員、防衛医科大准教授・コーチ、日本大学 スポーツ科学研究所教授 / 昭和57年度卒 / 日立一高）
- 津布久誠（FB、日新製鋼 / 昭和57年度卒 佐野高）
- 杉崎克己（LO、 / 昭和57年度卒 松原高）
- 松瀬学 (PR、ノンフィクションライター 共同通信社記者 / 昭和57年度卒 修猷館高 )
- 安田真人 (主将・FB、日本代表選手、横河電機監督 / 昭和58年度卒 / 早大学院 ）
- 藤島大 (FB、スポーツライター / 昭和58年度卒 / 秋川高）
- 角博 (旧姓：矢ヶ部博 / 主将・No8 / 昭和59年度卒・筑紫丘高 / 九州木材工業㈱代表取締役社長 / 現筑紫丘高校ラグビー部ヘッドコーチ)
- 藤崎泰士 (CTB、神戸製鋼 / 鳴尾高）
- 永井雅之（PR、日本代表選手、日新製鋼 / 早稲田実高）
- 栗原誠治 (LO、サントリー、日本代表選手 / 昭和61年度卒 / 新田高 )
- 石井勝尉（SO、日本代表選手、栃木教員 / 佐野高）
- 谷口かずひと（谷口和人）（FB、日本ラグビー協会公認レフリー、文藝春秋 / 川崎北高）
- 桑島靖明 (WTB、博報堂 / 昭和62年度卒 石神井高)
- 今駒憲二 (CTB、サントリー、日本代表選手 / 昭和62年度卒 生田高 )
- 小林一光 (アイ・タッグ代表取締役 / 昭和62年度卒)
- 永田隆憲 （主将・PR、日本代表選手 、九州電力、 / 昭和62年度卒 / 筑紫高）
- 神田識二朗 （FL、九州電力監督、日本代表選手 / 昭和62年度卒 / 福岡高 ）
- 清田真央 （主将・FL、ラグビーU19日本代表、住友銀行 / 昭和63年度卒 / 神戸高）
- 篠原太郎 (LO、九州電力 / 昭和63年度卒 / 筑紫高)
- 宝田雄大 (WTB・FB、早大スポーツ科学学術院准教授、運動生理学・神経科学者 / 昭和63年度卒 住吉高 )
- 清宮克幸 (元監督・主将・NO.8、ヤマハ発動機監督、サントリー選手 & 監督 / 平成元年度卒 / 茨田高 )
- 後藤禎和 (元監督・LO、元ヤマハ発動機主将、元早大コーチ / 平成元年度卒 / 日比谷高 )
- 春日康利（LO、 / 平成元年度卒 大泉高 ）
- 前田夏洋（SO、ブリヂストン → ソニー、 早大コーチ / 平成元年度卒 / 修猷館高 ）
- 打矢二郎 (FL、東京ガス、東京ガス副部長 / 平成元年度卒 早稲田実高 )
- 今泉清 (WTB・FB、日本代表選手、サントリー / 平成2年度卒 / 大分舞鶴高 )
- 堀越正巳 (主将・SH、立正大学監督、日本代表選手、神戸製鋼コベルコスティーラーズ / 平成2年度卒 / 熊谷工高)
- 藤掛三男 （CTB、ワールド、高等学校教諭、日本代表選手 / 平成2年度卒 / 佐野高 ）
- 郷田正 (WTB、九州電力、日本代表選手 / 平成3年度卒 / 筑紫丘高 )
- 相良南海夫（現監督・主将・FL、三菱重工相模原選手 & 監督 / 平成3年度卒 早大学院 ）
- 富野永和 (平成4年度主将・FL / 牧野高 )
- 藤浩太郎 (主将・HO、 / 平成5年度卒 福岡高 )
- 増保輝則 (WTB、前神戸製鋼コベルコスティーラーズ監督、日本代表選手 / 平成5年度卒 / 東京・城北高 )
- 山羽教文 (主将・FL、 / 平成6年度卒 桐蔭学園高 )
- 遠藤哲（LO、住友銀行 → ワールド → リコー / 平成6年度卒 早大学院 ）
- 小泉和也 (主将・NO.8、神戸製鋼、日本代表選手 / 平成7年度卒 日川高 )
- 堀川隆延 (SO、ヤマハ発動機監督 / 延岡東高 )
- 中竹竜二 (元監督・主将・FL、タマリバクラブヘッドコーチ / 平成8年度卒 / 東筑高 )
- 石川安彦 (主将・WTB、東芝府中 / 平成9年度卒 / 日川高 )
- 山本肇（WTB、元三菱重工相模原 / 平成8年度卒 / 藤沢西高 ）
- 吉上耕平 (LO、九州電力/ 平成9年度卒 / 筑紫丘高 )
- 月田伸一（SH、元ラグビー日本代表、リコー / 平成9年度卒 / 東福岡高 ）
- 小森允紘 (主将・CTB、リコー / 平成11年度卒 / 長崎北陽台高 )
- 辻高志（元監督・SH、NEC、日本代表選手 / 平成11年度卒 / 茗渓学園高）
- 江原和彦 (主将・No.8、リコー → パナソニック / 平成12年度卒 / 筑紫高 )
- 山崎弘樹 （SO、トヨタ自動車 / 平成12年度卒 / 日川高 ）
- 高野貴司 （CTB、サントリー、東洋大学監督 / 平成12年度卒 / 茗溪学園高 ）
- 左京泰明 （主将・LO、元早稲田大学FWコーチ、NPO法人シブヤ大学学長 / 平成13年度卒 / 東筑高 ）
- 佐藤喬輔 (LO、元三菱重工相模原 / 平成13年度卒 / 國學院久我山高）
- 武川正敏 (SO、元リコー / 平成13年度卒 / 日川高）
- 山下大悟 (前監督・主将・CTB、サントリー → 日野自動車 / 平成14年度卒 / 桐蔭学園高 )
- 上村康太 （FL、サントリーサンゴリアス / 平成14年度卒 / 國學院久我山高 ）
- 高森雅和 （LO、神戸製鋼 / 平成14年度卒 / 市川東高 ）
- 田原耕太郎 （SH、元サントリー、サントリー広報兼普及 / 平成14年度卒 / 東福岡高 ）
- 羽生憲久 （FL、早稲田大学FWコーチ、元日本航空、神奈川タマリバクラブ / 平成14年度卒 / 早稲田実高 ）
- 大田尾竜彦 (主将・SO、元ヤマハ発動機、日本代表選手 / 平成15年度卒 / 佐賀工高 )
- 阿部一樹 (HO、元三菱重工相模原 / 平成15年度卒 / 茗溪学園高）
- 川上力也 (FL、元リコー / 平成15年度卒 / 國學院久我山高）
- 東野憲照 (PR、元サントリー / 平成15年度卒 / 桐蔭学園高）
- 諸岡省吾 (主将・PR、電通 / 平成16年度卒 / 國學院久我山高 )
- 後藤翔太 (SH、元神戸製鋼、日本代表選手 / 平成16年度卒 / 桐蔭学園高 )
- 安藤栄次 (SO、NEC → 三菱重工相模原、日本代表選手 / 平成16年度卒 / 熊谷工高 )
- 内藤慎平 (WTB、元トヨタ自動車 / 平成15年度卒 / 秋田高）
- 伊藤雄大 (PR、ヤマハ発動機ジュビロ → リコー → 三菱重工相模原 / 平成16年度卒 / 國學院久我山高）
- 佐々木隆道 (主将・NO.8、サントリー → 日野、ラグビー日本代表 /平成17年度卒 / 啓光学園高 )
- 青木佑輔 (HO、元サントリー、ラグビー日本代表 / 平成17年度卒 / 國學院久我山高 )
- 池上真介 (WTB、CTB、FB、元リコー / 平成17年度卒 / 神奈川・横須賀高 )
- 三角公志 (SO、CTB、元ヤマハ発動機 / 平成17年度卒 / 修猷館高 )
- 高橋銀太郎 (SO、CTB、FB、元クボタ / 平成17年度卒 / 東農大二高 )
- 前田航平 (PR、サントリー → ヤマハ発動機 /平成17年度卒 / 早稲田実高 )
- 松本允 (FL、九州電力 / 平成17年度卒 / 筑紫丘高 )
- 東条雄介 (主将・FL、元東京ガス、東京ガスラグビー部FWコーチ / 平成18年度卒 / 國學院久我山高）
- 後藤彰友 (LO、元トヨタ自動車選手、現GM / 平成18年度卒 / 千種高）
- 今村雄太 （CTB、ラグビー日本代表、神戸製鋼 → 宗像サニックスブルース / 平成18年度卒 / 四日市農芸高 ）
- 矢富勇毅 （SH、ラグビー日本代表、ヤマハ発動機ジュビロ / 平成18年度卒 / 京都成章高 ）
- 曽我部佳憲 （SO、元ラグビー日本代表、サントリーサンゴリアス → ヤマハ発動機ジュビロ / 平成18年度卒 / 啓光学園高 ）
- 首藤甲子郎 （WTB、元NECグリーンロケッツ / 平成18年度卒 桐蔭学園高）
- 菅野朋幸 (WTB、元釜石シーウェイブス 平成18年度卒 / 福島高)
- 種本直人 (PR・HO、セコムラガッツ → NTTコミュニケーションズシャイニングアークス / 平成18年度卒 / 國學院久我山高）
- 茂木隼人 (SH、元クボタスピアーズ 平成18年度卒 / 熊谷工業高)
- 権丈太郎 (主将・LO、元NECグリーンロケッツ / 平成19年度卒 / 筑紫高)
- 臼井陽亮 (HO、元NECグリーンロケッツ / 平成19年度卒 / 横須賀高)
- 覺來弦 (CTB、日本IBMビッグブルー → 横河武蔵野アトラスターズ → リコーブラックラムズ / 平成19年度卒 / 桐蔭学園高)
- 菊地悠介 (CTB、横河武蔵野アトラスターズ / 平成19年度卒 / 桐蔭学園高)
- 五郎丸歩 (FB、ヤマハ発動機ジュビロ → レッズ → RCトゥーロン → ヤマハ発動機ジュビロ、日本代表選手 / 平成19年度卒 / 佐賀工高)
- 畠山健介 (PR、サントリーサンゴリアス → ニューイングランド・フリージャックス、日本代表選手 / 平成19年度卒 / 仙台育英高)
- 松田純平 (FL、中部電力ラグビー部 / 平成19年度卒 / 早大本庄高)
- 小峰徹也 (FL、NO.8、元NTTコミュニケーションズシャイニングアークス / 平成20年度卒 / 清真学園高）
- 佐藤晴紀 (CTB、WTB、FB、元NTTコミュニケーションズシャイニングアークス / 平成20年度卒 / 東京高）
- 田中渉太 (WTB、ヤマハ発動機ジュビロ / 平成20年度卒 / 佐賀工高)
- 豊田将万 (主将・FL、NO.8、元コカ・コーラレッドスパークス、日本代表選手 / 平成21年度卒 / 東福岡高）
- 長尾岳人 (CTB、東京ガスラグビー部 / 平成21年度卒 / 本郷高)
- 橋本樹 (PR、東京ガスラグビー部 / 平成21年度卒 / 國學院久我山高)
- 村田賢史 (SO、NTTドコモレッドハリケーンズ → 釜石シーウェイブス / 平成21年卒 / 常翔啓光学園高）
- 早田健二（主将・WTB、CTB、九州電力キューデンヴォルテクス / 平成22年卒 / 大分舞鶴高）
- 井上隼人（SO、CTB、中部電力ラグビー部 / 平成22年卒 / 早稲田実高）
- 大島佐利（FL、元サントリーサンゴリアス、7人制ラグビー男子日本代表選手 / 平成22年卒 / 國學院栃木高）
- 櫻井朋広 (SH、NECグリーンロケッツ → 清水建設ブルーシャークス / 平成22年度卒 / 桐蔭学園高)
- 清水直志（FL・No8、キヤノンイーグルス / 平成22年度卒 / 國學院久我山高）
- 瀧澤直（PR、リクルート → NECグリーンロケッツ / 平成22年卒 / 千種高）
- 松渕真哉 (FL、LO、NO8、秋田ノーザンブレッツラグビーフットボールクラブ / 平成22年度卒 / 秋田高)
- 有田隆平（主将・HO、コカ・コーラレッドスパークス → 神戸製鋼コベルコスティーラーズ、日本代表選手 / 平成23年卒 / 東福岡高）
- 岩井哲史 (FL、LO、NO8、中部電力ラグビー部 / 平成23年度卒 / 桐蔭学園高)
- 牛房佑輔 (CTB、中部電力ラグビー部 / 平成23年度卒 / 福岡高)
- 榎本光祐（SH、コカ・コーラレッドスパークス → 近鉄ライナーズ → 三菱重工相模原ダイナボアーズ / 平成23年卒 / 大分舞鶴高）
- 清登明 (FL、CTB、横河武蔵野アトラスターズ / 平成23年度卒 / 早稲田実高)
- 坂井克行 (CTB、7人制日本代表選手、豊田自動織機シャトルズ / 平成23年度卒 / 四日市農芸高)
- 田邊秀樹（SO/CTB/FB、神戸製鋼コベルコスティーラーズ → 日野自動車レッドドルフィンズ / 平成23年卒 / 常翔啓光学園高）
- 中濱寛造 (WTB、7人制ラグビー日本代表選手、神戸製鋼コベルコスティーラーズ → 三菱重工相模原ダイナボアーズ/ 平成23年度卒 / 大工大高)
- 中田英里 (LO、東芝ブレイブルーパス → 清水建設ブルーシャークス / 平成23年度卒 / 成蹊高)
- 中村拓樹（FL/No.8、三菱重工相模原ダイナボアーズ / 平成23年卒 / 常翔啓光学園高）
- 宮澤正利（SO・CTB、ヤマハ発動機ジュビロ / 平成23年度卒 / 桐蔭学園高）
- 山中亮平（SO、神戸製鋼コベルコスティーラーズ、日本代表選手 / 平成23年卒 / 東海大仰星高）
- 村田大志（CTB、サントリーサンゴリアス、日本代表選手 / 平成23年度卒 / 長崎北陽台高）
- 吉田建雄 (CTB、秋田ノーザンブレッツラグビーフットボールクラブ / 平成23年度卒 / 秋田高)
- 山下昂大（主将・FL、元コカ・コーラレッドスパークス / 平成24年卒 / 東福岡高）
- 井口剛志（FB、神戸製鋼コベルコスティーラーズ → 三菱重工相模原ダイナボアーズ / 平成24年卒 / 伏見工高）
- 土屋鷹一郎 (LO、NTTドコモレッドハリケーンズ / 平成24年卒 / 國學院久我山高）
- 斎藤健 (PR・HO、中部電力ラグビー部 / 平成24年卒 / 横須賀高）
- 中村拓樹 (FL、三菱重工相模原ダイナボアーズ / 平成24年卒 / 常翔啓光学園高）
- 上田竜太郎（主将・PR、NTTコミュニケーションズシャイニングアークス / 平成25年度卒 / 東福岡高）
- 伊藤平一郎（HO、ヤマハ発動機ジュビロ、日本代表選手 / 平成25年度卒 / 大分舞鶴高）
- 黒澤健（FB、東京ガスラグビー部 / 平成25年度卒 / 國學院久我山高）
- 中靍隆彰（CTB、サントリーサンゴリアス、7人制ラグビー日本代表選手 / 平成25年度卒 / 西南学院高）
- 中野裕太（No.8、神戸製鋼コベルコスティーラーズ → 釜石シーウェイブス、7人制日本代表選手 / 平成25年度卒 / 東筑高）
- 西橋勇人（SH、NTTコミュニケーションズ / 平成25年度卒 / 桐蔭学園高）
- 原田季郎（WTB、キヤノンイーグルス、7人制ラグビー日本代表選手 / 平成25年度卒 / 筑紫高）
- 森田慶良（SO、キヤノンイーグルス → 三菱重工相模原ダイナボアーズ / 平成25年度卒 / 常翔啓光学園高）
- 吉井耕平（SH・SO、中部電力ラグビー部 → 近鉄ライナーズ / 平成25年度卒 / 御所工業高）
- 垣永真之介（主将・HO、サントリーサンゴリアス、日本代表選手 /  平成26年度卒 / 東福岡高）
- 芦谷勇帆（LO、7人制ラグビー日本代表選手、キヤノンイーグルス → 神戸製鋼コベルコスティーラーズ / 平成26年度卒 / 伏見工業高）
- 金正奎（FL、日本代表選手、7人制日本代表選手、NTTコミュニケーションズシャイニングアークス / 平成26年度卒 / 常翔啓光学園高）
- 須藤拓輝（HO、NTTコミュニケーションズシャイニングアークス / 平成26年度卒 / 國學院久我山高）
- 辰野新之介（LO、東京ガスラグビー部 / 平成26年度卒 / 桐蔭学園高）
- 藤近紘二郎（CTB、キヤノンイーグルス / 平成26年度卒 / 桐蔭学園高）
- 大峯功三（主将・LO、ワセダクラブ /  平成27年度卒 / 東筑高）
- 小倉順平（SO、元NTTコミュニケーションズシャイニングアークス、日本代表選手 / 平成27年度卒 / 桐蔭学園高）
- 佐藤勇人（PR、NTTコミュニケーションズシャイニングアークス → 清水建設ブルーシャークス / 平成27年度卒 / 秋田中央高）
- 清水新也（HO、キヤノンイーグルス / 平成27年度卒 / 仙台育英高）
- 中尾康太郎（FL、九州電力キューデンヴォルテクス / 平成27年度卒 / 福岡高）
- 布巻峻介（FL、CTB、パナソニック ワイルドナイツ、日本代表選手、7人制日本代表選手 / 平成27年度卒 / 東福岡高）
- 平野航輝（SH、元トヨタ自動車ヴェルブリッツ / 平成27年度卒 / 長崎南山高）
- 深津健吾（WTB、リコーブラックラムズ / 平成27年度卒 / 國學院久我山高）
- 岡田一平（主将・SH、クボタスピアーズ/ 平成28年度卒 /　常翔学園高）
- 浅見晋吾（SO、清水建設ブルーシャークス/ 平成28年度卒 /　桐蔭学園高）
- 池本翔一（FL、豊田通商BLUE WING/ 平成28年度卒 /　千種高）
- 佐藤穣司（No.8、トヨタ自動車ヴェルブリッツ / 平成28年度卒 /　日川高）
- 藤田慶和（WTB、パナソニック ワイルドナイツ、日本代表選手、7人制日本代表選手 / 平成28年度卒 /　東福岡高）
- 桑野詠真（LO、ヤマハ発動機ジュビロ / 平成29年度卒 / 筑紫高）
- 千葉太一（HO、リコーブラックラムズ / 平成29年度卒 / 早稲田実高）
- 本田宗詩（WTB、三菱商事 / 平成29年度卒 / 福岡高）
- 盛田志（WTB・CTB・FB、住友商事⇒清水建設江東ブルーシャークス/ 平成28年度卒 /　尾道高）
- 加藤広人（主将・FL、No.8、サントリーサンゴリアス / 平成30年度卒  / 秋田工高）
- 黒木健人（CTB、FB、九州電力キューデンヴォルテクス / 平成30年度卒 / 高鍋高）
- 横山陽介（SO、NECグリーンロケッツ /　平成30年度卒 / 桐蔭学園高）
- 佐藤真吾（主将・FL、No.8 /  平成31年度卒 / 本郷高）
- 桑山聖生（WTB、FB、東芝ブレイブルーパス、7人制日本代表選手 /　平成31年度卒 / 鹿児島実業高）
- 鶴川達彦（PR、Honda HEAT /  平成31年度卒 / 桐蔭中等）
- 宮里侑樹（No.8、三菱重工相模原ダイナボアーズ /  平成31年度卒 / 名護商工高）
- 松井丈典（LO、クボタスピアーズ /  平成31年度卒 / 旭野高）
- 齋藤直人（主将・SH、サントリーサンゴリアス、日本代表選手 / 令和2年度卒 / 桐蔭学園高）
- 梅津友喜（WTB/FB、LION FANGS /  令和2年度卒 / 黒沢尻北高）
- 岸岡智樹（SO、クボタスピアーズ /  令和2年度卒 / 東海大仰星高）
- 中野将伍（CTB、サントリーサンゴリアス、日本代表選手 / 令和2年度卒 / 東筑高）
- 三浦駿平（No.8、ヤマハ発動機ジュビロ /  令和2年度卒 /　秋田中央高）
- 桑山淳生（WTB、東芝ブレイブルーパス /　令和2年度卒 / 鹿児島実業高）
- 丸尾崇真（主将・No.8 / 7人制日本代表選手 / 令和3年度卒 / 早稲田実業高）
- 下川甲嗣（FL、サントリーサンゴリアス、日本代表選手 / 令和3年度卒 / 修猷館高）
- 久保優（PR、NECグリーンロケッツ / 令和3年度卒 / 筑紫高）
- 古賀由教（WTB、リコーブラックラムズ、7人制日本代表選手 / 令和3年度卒 /　東福岡高）
- 土田彬洋（PR、セコムラガッツ / 令和3年度卒 /　茗溪学園高）
- 長田智希（主将・CTB、埼玉パナソニックワイルドナイツ、日本代表選手 / 令和4年度卒 / 東海大仰星高）
- 小林賢太（PR、東京サントリーサンゴリアス / 令和4年度卒 /　東福岡高）
- 河瀬諒介（WTB/FB、東京サントリーサンゴリアス / 令和4年度卒 / 東海大仰星高）
- 河村謙尚（SH、花園近鉄ライナーズ / 令和4年度卒 /　常翔学園高）
- 大﨑哲徳（LO/FL、清水建設江東ブルーシャークス / 令和4年度卒 /　國學院久我山高）
- 池田韻（女子レフリー / 令和4年度卒 /　福岡高）
- 相良昌彦（主将・FL・No.8、東京サントリーサンゴリアス / 令和5年度卒 / 早稲田実業高）
- 吉村紘（SO、NECグリーンロケッツ東葛 / 令和5年度卒 /　東福岡高）
- 小西泰聖（SH、浦安D-Rocks / 令和5年度卒 / 桐蔭学園高）
- 松下怜央（WTB・CTB、クボタスピアーズ船橋・東京ベイ / 令和5年度卒 / 関東学院六浦高）
- 槇瑛人（WTB、静岡ブルーレヴズ / 令和5年度卒 / 国学院久我山高）
- 小泉怜史（PR、三菱重工相模原ダイナボアーズ / 令和5年度卒 / 早稲田実業高）
- 伊藤大祐（主将・FL・No.8、コベルコ神戸スティーラーズ / 令和6年度卒 / 桐蔭学園高）
- 岡﨑颯馬（CTB、静岡ブルーレヴズ / 令和6年度卒 /　長崎北陽台高）
- 川﨑太雅（PR、トヨタヴェルブリッツ / 令和6年度卒 / 東福岡高）
- 村田陣悟（FL、トヨタヴェルブリッツ / 令和6年度卒 / 京都成章高）
- 佐藤健次（主将・HO、埼玉パナソニックワイルドナイツ / 令和7年度卒 / 桐蔭学園高）
- 宮尾昌典（SH、東京サントリーサンゴリアス / 令和7年度卒 /　京都成章高）
- 安恒直人（HO、三菱重工相模原ダイナボアーズ / 令和7年度卒 /　福岡高）
- 細矢聖樹（SH、静岡ブルーレヴズ / 令和7年度卒 /　國學院栃木高）
- 亀山昇太郎（PR、NECグリーンロケッツ東葛 / 令和7年度卒 /　茗溪学園高）
- 仲元寺宏行（FL、日本航空JAL WINGS / 令和7年度卒 /　尾道高）

## 早稲田大学ラグビー蹴球部女子部
2024年（令和6年）4月1日に、女子学生によるラグビーチーム活動を行う「女子部」が設立された。Waseda Vision150「グローバルリーダーの育成」に寄与する目的も持つ。ヘッドコーチは横尾千里が務める。
2024年に開催の女子7人制「太陽生命ウィメンズセブンズ2024」北九州大会と熊谷大会に、日本ラグビーフットボール協会からの推薦選手で構成される「チャレンジチーム」として、部員2名が招集された。
2024年4月18日に行われた記者会見では、部員が9人在籍し、男子と同じグラウンドで練習しており、正式な「部」への昇格には選手10人を集めて5年間の活動実績が必要となることが明かされた。

## 関連書籍
- 『早稲田ラグビー』朝日新聞社編(1987年10月20日、朝日新聞社/朝日文庫)
- 『ラグビー 荒ぶる魂』大西鐡之祐(1988年11月21日、岩波書店/岩波新書)
- 『早稲田ラグビー 再生プロジェクト』松瀬学(2003年5月13日、新潮社。

## 所在地
- 東京都杉並区上井草3-35-21